# Martín Icart
Héctor Martín Icart Atahídes (Montevideo, 1 de diciembre de 1984) es un futbolista uruguayo. Juega como centrocampista en Sud América, de la Segunda División de Uruguay.

## Trayectoria
Comenzó su carrera en Club Atlético Bella Vista y debutó contra Peñarol. Compartió la volante de los auriblancos con Egidio Arévalo Ríos. A finales del 2004 desciende a la Segunda División Profesional de Uruguay. Sin embargo al siguiente año sale campeón de la segunda y asciende. Luego de jugar 6 meses en Danubio pasa al Rampla Juniors club donde casi clasifica a la Copa Sudamericana la cual no clasificó por diferencia de goles. Llega al Defensor Sporting donde fue campeón del Torneo Apertura 2010 donde compartió equipo con Rodrigo Mora quien fue el goleador de aquel torneo con 11 goles.

### Cienciano
Luego de un genial paso por Juventud Las Piedras donde fue una de las figuras, llega al Cienciano como reemplazo del colombiano Fabián Cuéllar. Más allá de que su equipo fue intrascendente en el campeonato, ya que no estuvo peleando la clasificación a torneos internacionales debido a problemas dirigenciales, chanchi fue considerado la figura del equipo incaico.
Al siguiente año pasó a La Equidad, siendo dirigido por Santiago Escobar. Debido a los pocos minutos y diferencias que tuvo con su técnico pasó a Patriotas Boyacá donde fue el 10 del equipo.

## Clubes
| Club                       | País     | Año         | Partidos | Goles |
| -------------------------- | -------- | ----------- | -------- | ----- |
| Bella Vista                | Uruguay  | 2002 - 2008 | 113      | 13    |
| Danubio                    | Uruguay  | 2009        | 11       | 0     |
| Rampla Juniors             | Uruguay  | 2009 - 2010 | 20       | 1     |
| Defensor Sporting          | Uruguay  | 2010        | 21       | 0     |
| Cerro                      | Uruguay  | 2011        | 10       | 1     |
| River Plate                | Uruguay  | 2011        | 14       | 1     |
| Juventud Las Piedras       | Uruguay  | 2013        | 14       | 5     |
| Cienciano                  | Perú     | 2013 - 2014 | 53       | 9     |
| La Equidad                 | Colombia | 2015        | 14       | 0     |
| Patriotas Boyacá           | Colombia | 2015 - 2016 | 12       | 1     |
| Univ. Técnica de Cajamarca | Perú     | 2016        | 0        | 0     |
| Central Español            | Uruguay  | 2017        | -        | -     |
| Deportes Puerto Montt      | Chile    | 2017 - 2018 | 14       | 1     |
| Sud América                | Uruguay  | 2018 - 2019 |          |       |

## Palmarés

### Distinciones individuales
| Distinción                                                                                            | Año  |
| --- | ---- |
| Incluido en el equipo ideal del Campeonato Descentralizado según el portal periodístico DeChalaca.com | 2014 |